# MollyCam
|  | Denne artikel er oprettet af botten PalnaBot ud fra en ekstern database. Den kan derfor have sproglige fejl eller mangler. Denne skabelon kan fjernes efter kontrol af indholdet. |

MollyCam er en film instrueret af Aage Rais-Nordentoft efter manuskript af Christian Lollike.

## Handling
16-årige Molly henvender sig til politiet efter at have været udsat for gruppevoldtægt. Hun er bare ikke sikker på om det var hendes egen skyld. Molly filmer alt. Også sit seksuelle forhold til kæresten Zako. Sammen har de iscenesat Mollys fantasi om at være sammen med flere mænd på en gang. Politimanden Jens søger via Mollys egne videooptagelser at komme til bunds i sagen. Han bliver mere og mere tiltrukket af Molly og kæmper en indre kamp mellem ansvar og begær.